# Gláucio Gil
Gláucio Guimarães Gil, mais conhecido como Gláucio Gil (Rio de Janeiro, 1 de setembro de 1932 – Rio de Janeiro, 13 de agosto de 1965) foi um ator, dramaturgo e apresentador de televisão brasileiro.

## Carreira
Escreveu peças como "Toda Donzela Tem Um Pai que é Uma Fera", "Procura-se uma Rosa", que inspirou o filme italiano "Una Rosa per tutti", dirigido por Franco Rossi e estrelado por Claudia Cardinale. "Toda Donzela Tem um Pai que é uma Fera" e o "O Bem Amado", foram dois dos maiores sucessos de Gláucio Gil no Teatro Santa Rosa.
No início da década de 1960, Gláucio Gil, Léo Jusi e Hélio Bloch abriram o Teatro Santa Rosa, assim batizado em homenagem ao artista plástico Tomás Santa Rosa. Além de ter sido um dos maiores comediógrafos do país, Gláucio Gil foi o precursor dos talk shows, ao se tornar apresentador do programa "Show da Noite", pela Rede Globo de Televisão. Foi durante uma apresentação de seu programa, ao vivo, que Gláucio Gil sofreu um ataque cardíaco fatal, 10 minutos depois da introdução, quando proferiu o texto: "Hoje é sexta-feira, 13 de agosto. Dia aziago, mas até agora vai tudo caminhando bem, felizmente".
Foi sepultado no dia seguinte, no Cemitério de São João Batista. Gláucio Gil hoje dá nome a um teatro na Rua Barata Ribeiro, em Copacabana, e a uma avenida no Recreio dos Bandeirantes, no Rio de Janeiro.

## Vida pessoal
Namorou com a atriz Joana Fomm de 1962 a 1963 e Vera Vianna de 1964 a 1965.